# MSV Duisburgo (femenino)
El MSV Duisburg Frauen es la sección femenina del MSV Duisburgo. Actualmente se desempeña en la Bundesliga de Alemania, aunque a partir de la temporada 2024-25 lo hara en la 2. Bundesliga.
El club se fundó originalmente en 1977. Era la sección femenina del FC Rumeln-Kaldenhausen, renombrado FCR Duisburgo 55 en 1995. En 1993 ascendió a la Bundesliga, y en 1995 fue subcampeón por primera vez. En 1998 ganó su primera Copa, y en 2000 la Bundesliga. 
Al año siguiente la sección se convirtió en un club independiente, como FCR 2001 Duisburgo. Entre 2005 y 2010 ganaron cinco subcampeonatos, dos Copas y, en su debut internacional, la Liga de Campeones 2009.
El club estuvo a punto de quebrar en 2013, pero sobrevivió a la crisis. En 2014 se convirtió en la sección femenina del MSV Duisburgo, pero la situación sigue siendo delicada ya que el MSV también está en números rojos.

## Títulos
- 1 Liga de Campeones: 2009
  - Final: Ganó 7-1 al Zvezda Perm a doble partido (0-6 en Kazan y 1-1 en Duisburgo)
- 1 Liga: 2000. (Subcampeón en 1995, 1997, 1999, 2005, 2006, 2007, 2008, 2010)
- 3 Copas: 1998, 2009, 2010. (Subcampeón en 1999, 2003, 2007)
- 2 Copas Indoor: 1996, 2000. (Subcampeón en 1995, 1999, 2006)